# Тимофеевское (Удмуртия)
Тимофеевское — деревня в Увинском районе Удмуртии на реке Лудзя, входит в Кулябинское сельское поселение. Находится в 22 км к югу от посёлка Ува и в 59 км к западу от Ижевска.
Располагается в 3,5 км к юго-западу от д. Кулябино и в 0,5 км к востоку от д. Овражено, с которой составляет, фактически, единое поселение.
Деревенская улица расположена на северном склоне лога с речкой Малая Лудзя, около ее слияния с р. Большая Лудзя. Еще в старину на первой речке был построен свой пруд. Дома стоят окнами к югу.
Образовалась деревня как починок безземельных русских крестьян, переселившихся из центральных уездов Вятской губернии. В 1889 г. им был выделен поселенчсеский участок площадью 401 десятина. Было их 50 душ, и высадились они на этом суходольном участке, что называется, под елку. Самыми многочисленными среди них были Лумповы. Первые годы вырубали лес, строили усадьбы. Постепенно оконтуривались  и приняли современный вид пашенные поля. Хлебопашество было не единственным занятием. Славилась деревня и кирпичным производством.
В 1920 г. деревня представляла собой двухстороннюю улицу плюс выселок южнее Малой Лудзи, всего было 39 хозяйств, и 225 человек гордо звали себя тимофеевцы.
В колхоз вошли 23 августа 1930 г., назвав его "Новая жизнь". Под этим названием и просуществовал он до 1950 г., пока не вошел в состав Кулябинского хозяйства.
Около 30 десятков жителей деревни защищали родину от фашистов. Погибли на фронте: Широких Иван Андронович, Лумпов Г. Ф., Лумпов Д.Г., Лумпов И. П., Лумпов Т. П., Лумпов Ф. И., Лумпов А. Ф., Лумпов Анд. Ф., Машковцев Г. П., Машковцев И. М., Машковцев Н. Л., Машковцев П. Н. В деревенском предании сохранилась история Василия Конышева, фронтовика-артиллериста, одного из первых выстрелившего по территории фашистской Германии, за что он получил поздравление от Сталина.
Также известна информация об Широких И. А., родился в 1909, трагически погиб на войне в 1942 г. В июне 1941, с самого начала Великой Отечественной войны, призвался с Удмуртского АССР, Нылгинского района (ныне Увинский), с деревни Тимофеевское, оставив жену с шестью детьми.
Иван Андронович был рядовым, воевал за нашу родину, СССР, под Сталининградом. Во время очередного наступления противников и перебежки, был смертельно ранен, отдавши свою жизнь за победу советского народа. В конце 1942 г., пришло официальное извещение о смерти военнослужащего. Он был похоронен под Сталининградом (ныне Волгоград). Его имя занесено на знамена в "Зале Воинской Славы", на Мамаевом кургане.
После войны деревня уже не поднялась и - понемногу обезлюдела. В 1959 г. в ней оставалось 60 жителей. Несмотря на попытки остановить отток, сделать этого, как и в Овражино, не удалось до сих пор. Многие переехали в Кулябино.
В 1997 г. оставалось 14 человек в 6 хозяйствах.
На 1 января 1999 года в Деревне числилось 14 человек в 5 хозяйствах.